# Deutsches Kandidatenturnier
Als Deutsches Kandidatenturnier wurde zwischen 1956 und 1969 ein jährlich organisiertes Turnier des Deutschen Schachbundes (DSB) bezeichnet. Die Turniere ermittelten einen Großteil der Teilnehmer an der Endrunde der Deutschen Einzelmeisterschaft.

## Begriff
Das Deutsche Kandidatenturnier stand nicht im Zusammenhang mit dem Kandidatenturnier des Weltschachbundes, dessen Sieger den Weltmeister herausfordern darf. Als „Kandidaten“ waren hier die Bewerber um die freien Plätze der Deutschen Einzelmeisterschaft zu verstehen.

## Hintergrund
Auf der DSB-Bundesversammlung in München wurde 1956 festgelegt, die Deutschen Einzelmeisterschaften alle zwei Jahre als Rundenturnier mit sechzehn Teilnehmern auszutragen. Vorberechtigt waren jeweils nur die vier besten Spieler der letzten Einzelmeisterschaft und die Gewinner des Dähne-Pokals. Die anderen Spieler mussten sich in den jährlich stattfindenden Kandidatenturnieren qualifizieren.
An diesen Turnieren nahmen jeweils dreißig Spieler teil. In jedem Turnier wurden fünf Teilnehmer der kommenden Einzelmeisterschaft ermittelt. Mit den vorberechtigten Spielern und den zehn Qualifikanten wurde auf diese Weise das Teilnehmerfeld der Einzelmeisterschaft vervollständigt.
Im Jahr 1969 beschloss die DSB-Bundesversammlung in Gießen eine weitreichende Neuregelung. Die Nationale Deutsche Einzelmeisterschaft sollte künftig alle zwei Jahre mit 30 bis 36 Teilnehmern in dreizehn Runden nach Schweizer System ausgespielt werden (für die ungeraden Jahre waren künftig Internationale Deutsche Meisterschaften geplant). Mit der geänderten Turnierordnung entfielen die jährlichen Kandidatenturniere.

## Siegerliste
Die Kandidatenturniere waren neben der Einzelmeisterschaft, die nur alle zwei Jahre stattfand, und dem Dähne-Pokal die wichtigsten DSB-Schachturniere auf bundesdeutscher Ebene. Im Folgenden sind die Sieger der insgesamt vierzehn Kandidatenturniere aufgeführt:

| Jahr | Ort                 | Gewinner           |
| 1956 | Hitzacker           | Peter Firmenich    |
| 1957 | Neustadt/Weinstraße | Walter Jäger       |
| 1958 | Landau/Pfalz        | Dieter Mohrlok     |
| 1959 | Minden              | Wolfram Bialas     |
| 1960 | Berlin              | Dieter Mohrlok     |
| 1961 | Hitzacker           | Christian Clemens  |
| 1962 | Bad Pyrmont         | Hans-Joachim Hecht |
| 1963 | Helmbrechts         | Christian Clemens  |
| 1964 | Ingolstadt          | Dieter Weise       |
| 1965 | Kiel                | Mathias Gerusel    |
| 1966 | Heilbronn           | Dieter Max Stern   |
| 1967 | Weidenau            | Adolf Delander     |
| 1968 | Waldkirch           | Johannes Eising    |
| 1969 | Rinteln             | Peter Staller      |